# Marijke Fleuren
Johanna Marijke Fleuren-Van Walsem (Arnhem, 23 oktober 1950) is een Nederlands sportbestuurder. Van 2011 tot 2023 was ze voorzitter van de European Hockey Federation (EHF). Na het EK van 2023 stopte ze als voorzitter.

## Loopbaan
Fleuren studeerde rechten aan de Rijksuniversiteit Groningen.
Als speelster en bestuurder was Fleuren actief bij de LOHC. Ze maakte als bestuurslid en vanaf 2009 als vice-voorzitter deel uit van het bestuur van de Koninklijke Nederlandse Hockey Bond (KBHB). In 2011 werd ze verkozen tot voorzitter van de European Hockey Federation (EHF). Vanuit die functie is ze tevens bestuurslid van de Fédération Internationale de Hockey (FIH).

## Persoonlijk
Fleuren is gehuwd met oncoloog en emeritus hoogleraar pathologie aan de Rijksuniversiteit Leiden Gertjan Fleuren met wie ze drie kinderen kreeg. Via het televisieprogramma Verre Verwanten en na een verdere inspanning van haar broer, bleek dat ze een verre afstammeling is van Herman Boerhaave.